# Les Tronches 2
Série
Les Tronches
(1984) Les Tronches 3
(1992)
Pour plus de détails, voir Fiche technique et Distribution.
Les Tronches 2 (Revenge of the Nerds II: Nerds in Paradise) est une comédie américaine réalisée par Joe Roth et sortie en 1987.

## Fiche technique
- Titre français : Les Tronches 2
- Titre original : Revenge of the Nerds II: Nerds in Paradise
- Réalisation : Joe Roth
- Scénario : Dan Guntzelman et Steve Marshall
- Musique : Thomas Newman
- Photographie : Charles Correll
- Montage : Richard Chew
- Production : Ted Field, Robert W. Cort (en) & Peter Bart
- Sociétés de production : 20th Century Fox, Interscope Communications & Zacharias-Buhai Productions
- Société de distribution : 20th Century Fox
- Pays de production :  États-Unis
- Langue : Anglais
- Format : Couleur - Mono - 35 mm - 1.85:1
- Genre : Comédie
- Durée : 89 min
- Date de sortie : 
  - États-Unis : 10 juillet 1987

## Distribution
- Robert Carradine (VF : Luq Hamet) : Lewis Skolnick
- Anthony Edwards (VF : Éric Legrand) : Gilbert Lowell
- Curtis Armstrong (VF : Jean-François Vlérick) : Dudley Dawson dit «Crotte de nez»
- Timothy Busfield (VF : Bernard Gabay) : Arnold Poindexter
- Larry B. Scott (VF : Mostéfa Stiti) : Lamar Latrell
- Andrew Cassese (VF : Jean-Loup Horwitz) : Harold Wormser
- Courtney Thorne-Smith (VF : Virginie Ledieu) : Sunny Carstairs
- Bradley Whitford (VF : Thierry Ragueneau) : Roger Latimer
- Barry Sobel (VF : Georges Caudron) : Stewart
- James Cromwell : Mr. Skolnick
- Ed Lauter (VF : Jean-Luc Kayser) : "Buzz"
- James Hong (VF : Jacques Chevalier (acteur)) : Edgar Poe "Snotty" Wong
- Donald Gibb : Frederick Aloysius "Ogre" Palowaski
- Tom Hodges (en) (VF : Christophe Lemée) : "Tiny"
- Jack Gilpin : Mr. Comstock
- Michael Fitzgerald : "Rôti braisé"